# Selman Waksman
Selman Abraham Waksman (Nova Priluka, 1888. július 22. – Woods Hole, Massachusetts, 1973. augusztus 16.) ukrán-amerikai mikrobiológus és biokémikus. A talajlakó mikroorganizmusok tanulmányozása során mintegy 15 antibiotikumot fedezett fel (ő alkotta meg az antibiotikum kifejezést is), köztük a klinikai gyakorlatban széleskörűen alkalmazott sztreptomicint és neomicint. 1952-ben orvostudományi Nobel-díjat kapott "a tuberkulózis elleni első hatékony antibiotikum, a sztreptomicin felfedezéséért".

## Ifjúsága
Selman Waksman 1888. július 22-én született ukrajnai zsidó családban, Nova Priluka faluban (akkor Podóliai kormányzóság, ma Vinnicjai terület). Apja, Jakov Vakszman házakat adott bérbe a környező falvakban, anyjának, Fraida Londonnak pedig egy kis vegyesboltja volt. Selmannak született egy Miriam nevű húga is, aki azonban kiskorában torokgyíkban meghalt. Ötéves korában a zsidó vallási iskolában, a héderben kezdett tanulni, tízévesen pedig anyja magántanárokat fogadott mellé, akik orosz nyelvre és irodalomra, aritmetikára és történelemre oktatták. 1910-ben egy odesszai gimnáziumban mint külső magántanuló leérettségizett. Anyja ekkor már egy éve halott volt és az egyre gyakoribb zsidóellenes pogromok miatt Selman úgy döntött, hogy kivándorol Amerikába. 

## Amerikai élete
Kezdetben az unokatestvére New Jersey-i csirkefarmján dolgozott, de szeretett volna továbbtanulni, így rokona tanácsára 1911 őszén beiratkozott a Rutgers Főiskolára, ahol agrártudományokat tanult és 1915-ben BSc, a következő évben pedig MSc fokozatot szerzett. Kutatási témája a talajlakó baktériumok, ezen belül az Actinomyces fajok voltak és ebből a témából védte meg doktori disszertációját is a Berkeley Egyetemen 1918-ban. 1916-ban megkapta az amerikai állampolgárságot. A PhD megszerzése után visszatért a Rutgers Főiskolára, ahol a talaj mikrobiológiájáról tartott előadásokat és a kísérleti mezőgazdasági állomáson kutató mikrobiológusként dolgozott. Folytatta kutatásait az Actinomycesekkel, tanulmányozta taxonómiájukat és számos új fajt írt le; szerepüket a talaj lebontó folyamataiban és azt a tulajdonságukat, hogy képesek voltak gátolni más baktériumok és gombák növekedését.
1924-ben feleségével együtt féléves európai körutazásra ment, melynek során meglátogatta szülőfaluját is. A forradalom utáni Szovjetunióról így írt: "A legnagyobb nyomorúság amit az ember elképzelhet, a legnagyobb katasztrófa amin Oroszország népei valaha is átestek; a legnagyobb kísérlet az emberek társadalmi és politikai viszonyairól nem tudja kifejezni amit ott láttunk." Utazása során Waksman végiglátogatta Nyugat-Európa neves talajbiológusait és -kémikusait is.
1925-ben docensi, 1930-ban pedig professzori kinevezést kapott. 1931-ben felkérték, hogy szervezze meg a Woods Hole-i Oceanográfiai Intézet tengeri mikrobiológiai részlegét. 

## A sztreptomicin felfedezése
1939-ben Waksman volt diákja, René Dubos felfedezte a Bacillus brevis által termelt, antibiotikus hatású tirotricint, és ezen fellelkesülve Waksman is elkezdte keresni az általa tanulmányozott mikroorganizmusok baktérium- és gombaölő vegyületeit. Waksman volt az, aki bevezette az antibiotikum kifejezést is. Fáradságos, szisztematikus munkával, melynek során a talajbaktériumokat patogén mikroorganizmusokkal tenyésztették együtt, Waksman és munkacsoportja felfedezte az aktinomicint (1940), klavacint, sztreptotricint (1942), sztreptomicint (1943), grizeint (1946), neomicint (1948), fradicin, kandicidint, kandidint és egyéb antibiotikumokat. A sztreptomicinről kiderült, hogy hatásos az addig gyógyíthatatlannal tartott tuberkulózis ellen (ezenfelül a tífusz, kolera, pestis, húgyúti fertőzések és más fertőző betegségek ellen is). 1946-tól kezdték forgalmazni az új antibiotikumot és Waksman a szabadalom után kapott jövedelem feléből 1951-ben megalapította a Waksman Mikrobiológiai Alapítványt, amiből támogatta a Rutgers (akkor már) Egyetemen a szintén róla elnevezett Waksman Mikrobiológiai Intézet létrehozását. 

## Vita a felfedezés körül

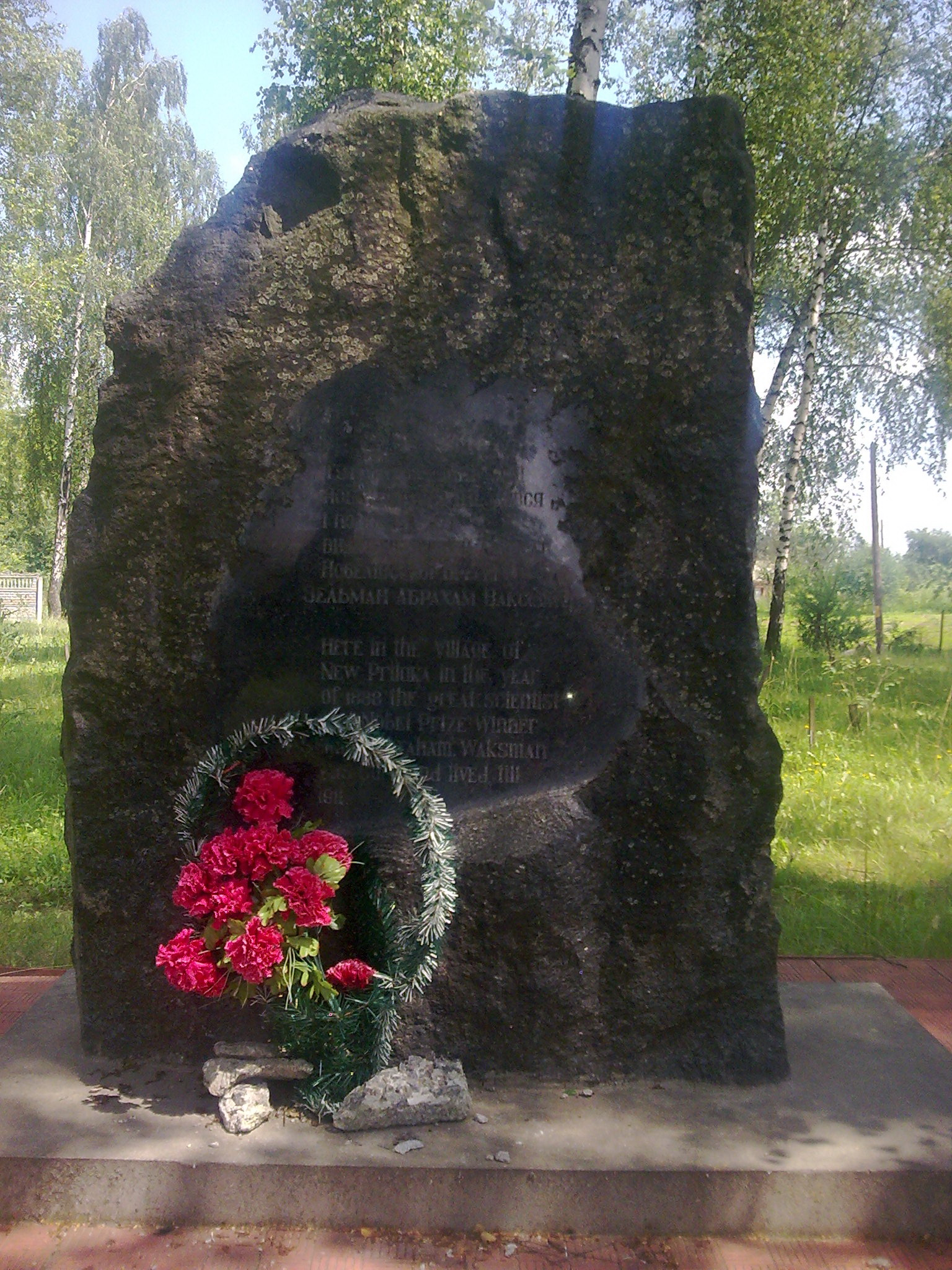
Selman Waksman emlékműve szülőfalujában

1949-ben egyik munkatársa, Albert Schatz beperelte őt, kifogásolva, hogy Waksman arat le minden dicsőséget és pénzt közös munkájukért. A sztreptomicin felfedezését bejelentő cikken Schatz volt az első szerző, és ebből írta doktori tézisét is 1945-ben. Másrészt viszont ő csak három hónapon át dolgozott a laboratóriumban, ahol jórészt a Waksman által elindított rutin szűrővizsgálatokat végezte. 1950-ben az egyetem közvetítésével egyezség született, miszerint a szabadalmi jövedelmekből Waksman 10%-ot, Schatz 3%-ot, a laboratórium többi dolgozója pedig 7%-ot kap.
Selman Waksman a sztreptomicin felfedezéséért 1952-ben orvostudományi Nobel-díjban részesült. Ezenfelül számos kitüntetésben részesült, megkapta a francia Becsületrend parancsnoki fokozatát és a japán Felkelő Nap Csillagát is.

## Családja
Selman Waksman 1916-ban vette feleségül a szintén a szülőfalujából Amerikába kivándorolt Deborah Mitniket. Egy fiuk született, Byron Halsted Waksman.
Selman Waksman 1973. augusztus 16-án halt meg Woods Hole-ban, 85 évesen.   